# Indictment: The McMartin Trial
Indictment: The McMartin Trial (em tradução literal: Acusação: O Julgamento McMartin; bra: Acusação) é um telefilme norte-americano que foi originalmente transmitido pela HBO em 20 de maio de 1995. O filme retrata os eventos do julgamento McMartin, um dos processos judiciais mais longos e caros da história dos Estados Unidos, envolvendo um caso de alegado abuso sexual de menor ocorrido em uma pré-escola em Manhattan Beach, Califórnia, na década de 1980.
The McMartin Trial foi dirigido por Mick Jackson e o roteiro foi elaborado pelo casal Abby e Myra Mann. O elenco principal inclui James Woods, Mercedes Ruehl, Lolita Davidovich, Henry Thomas, Sada Thompson e Shirley Knight.
O filme recebeu diversas nomeações em prêmios e conquistou algumas vitórias significativas, notadamente o prêmio de Melhor Telefilme tanto no Emmy do Primetime quanto no Globo de Ouro.

## Ficha técnica

### Elenco
- James Woods como Danny Davis[5]
- Mercedes Ruehl como Lael Rubin[5]
- Lolita Davidovich como Kee MacFarlane[5]
- Henry Thomas como Ray Buckey[5]
- Sada Thompson como Virginia McMartin[5]
- Shirley Knight como Peggy Buckey[5]
- Alison Elliott como Peggy Ann Buckey[9]
- Roberta Bassin como Judy Johnson[9]
- Mark Blum como Wayne Satz[9]
- Richard Bradford como Ira Reiner[9]
- James Cromwell como Juiz Pounders[9]
- Chelsea Field como Christine Johnson[9]
- Richard Portnow como Juiz George[9]

### Créditos
- Mick Jackson (diretor)[5]
- Abby Mann (roteiro)[5]
- Myra Mann (roteiro)[5]
- Diana Pokomy (produção)[5]
- Rodrigo Garcia (cinematografia)[10]
- Richard A. Harris (edição)[10]
- Peter Rodgers Melnick (música)[10]

## Prêmios
| Ano  | Prêmio                             | Categoria                                                                            | Nomeação                                                                     | Resultado | Ref.   |
| ---- | ---------------------------------- | ------------------------------------------------------------------------------------ | ---------------------------------------------------------------------------- | --------- | ------ |
| 1995 | CableACE                           | Melhor Filme ou Minissérie                                                           | Abby Mann, Oliver Stone, Janet Yang, Diana Pokorny, Mick Jackson e Myra Mann | Indicado  | [ 11 ] |
| 1995 | CableACE                           | Melhor Ator em Filme ou Minissérie                                                   | James Woods                                                                  | Indicado  | [ 11 ] |
| 1995 | CableACE                           | Melhor Atriz em Filme ou Minissérie                                                  | Mercedes Ruehl                                                               | Indicado  | [ 11 ] |
| 1995 | CableACE                           | Melhor Atriz Coadjuvante em Filme ou Minissérie                                      | Lolita Davidovich                                                            | Indicado  | [ 11 ] |
| 1995 | CableACE                           | Melhor Atriz Coadjuvante em Filme ou Minissérie                                      | Shirley Knight                                                               | Indicado  | [ 11 ] |
| 1995 | CableACE                           | Melhor Direção em Filme ou Minissérie                                                | Mick Jackson                                                                 | Indicado  | [ 11 ] |
| 1995 | CableACE                           | Melhor Edição de um Especial Dramático ou Série/Especial Teatral/Filme ou Minissérie | Richard A. Harris                                                            | Venceu    | [ 11 ] |
| 1995 | Emmy do Primetime                  | Melhor Telefilme                                                                     | Oliver Stone, Janet Yang, Abby Mann e Diana Pokorny                          | Venceu    | [ 7 ]  |
| 1995 | Emmy do Primetime                  | Melhor Ator em Minissérie ou Especial                                                | James Woods                                                                  | Indicado  | [ 7 ]  |
| 1995 | Emmy do Primetime                  | Melhor Atriz Coadjuvante em Minissérie ou Especial                                   | Shirley Knight                                                               | Venceu    | [ 7 ]  |
| 1995 | Emmy do Primetime                  | Melhor Atriz Coadjuvante em Minissérie ou Especial                                   | Sada Thompson                                                                | Indicado  | [ 7 ]  |
| 1995 | Emmy do Primetime                  | Melhor Direção em Minissérie ou Especial                                             | Mick Jackson                                                                 | Indicado  | [ 7 ]  |
| 1995 | Emmy do Primetime                  | Melhor Roteiro em Minissérie ou Especial                                             | Abby Mann and Myra Mann                                                      | Indicado  | [ 7 ]  |
| 1995 | Emmy do Primetime                  | Melhor Elenco em Minissérie ou Especial                                              | Mali Finn                                                                    | Indicado  | [ 7 ]  |
| 1995 | Emmy do Primetime                  | Melhor Edição em Minissérie ou Especial                                              | Richard A. Harris                                                            | Venceu    | [ 7 ]  |
| 1996 | Sindicato dos Diretores da América | Melhor Direção em Especiais Dramáticos                                               | Mick Jackson                                                                 | Venceu    | [ 12 ] |
| 1996 | Edgar                              | Melhor Produção para Televisão ou Minissérie                                         | Abby Mann e Myra Mann                                                        | Venceu    | [ 13 ] |
| 1996 | Globo de Ouro                      | Melhor Minissérie ou Telefilme                                                       | —                                                                            | Venceu    | [ 8 ]  |
| 1996 | Globo de Ouro                      | Melhor Ator em Minissérie ou Telefilme                                               | James Woods                                                                  | Indicado  | [ 8 ]  |
| 1996 | Globo de Ouro                      | Melhor Ator Coadjuvante em Minissérie ou Telefilme                                   | Henry Thomas                                                                 | Indicado  | [ 8 ]  |
| 1996 | Globo de Ouro                      | Melhor Atriz Coadjuvante em Minissérie ou Telefilme                                  | Shirley Knight                                                               | Venceu    | [ 8 ]  |
| 1996 | Young Artist                       | Melhor Atuação por um Jovem Ator em um Especial de TV                                | Shane Sweet                                                                  | Indicado  | [ 14 ] |